# Ni santos ni inocentes
Ni santos ni inocentes es la gira de Robe que se realizó durante 2024. En ella mostró sus cuatro trabajos en solitario hasta la fecha: Lo que aletea en nuestras cabezas, Destrozares, canciones para el final de los tiempos, Mayéutica y Se nos lleva el aire, además de otros éxitos de su anteriror formación, Extremoduro.
La gira fue anunciada en rueda de prensa el 19 de diciembre de 2023 y se desarrolló de mayo a noviembre de 2024.
Durante el año se fueron anunciando nuevas fechas, por lo que la gira iba a constar de 39 conciertos repartidos entre 36 ciudades de España. Sin embargo, los dos últimos conciertos que se iban a celebrar en Madrid fueron suspendidos por motivos de salud del propio artista, por lo que finalmente fueron un total de 36.

## Fechas de la gira
| Fecha                    | Ciudad                        | Lugar                                       |
| ------------------------ | ----------------------------- | ------------------------------------------- |
| España                   |                               |                                             |
| 11 de mayo de 2024       | Valencia                      | Auditorio Marina Sur                        |
| 17 de mayo de 2024       | Cáceres                       | Recinto hípico                              |
| 18 de mayo de 2024       | Cáceres                       | Recinto hípico                              |
| 25 de mayo de 2024       | Rivas-Vaciamadrid (Madrid)    | Auditorio Miguel Ríos                       |
| 31 de mayo de 2024       | Irún (Guipúzkoa)              | FICOBA                                      |
| 1 de junio de 2024       | Pamplona                      | Navarra Arena                               |
| 7 de junio de 2024       | Valladolid                    | Hípica de Valladolid                        |
| 8 de junio de 2024       | Ponferrada                    | Auditorio Municipal                         |
| 15 de junio de 2024      | Zaragoza                      | Pabellón Príncipe Felipe                    |
| 21 de junio de 2024      | Sevilla                       | Icónica Sevilla Fest                        |
| 29 de junio de 2024      | Alicante                      | Área 12                                     |
| 5 de julio de 2024       | Córdoba                       | Teatro de la Axerquía                       |
| 6 de julio de 2024       | Úbeda (Jaén)                  | Recinto ferial                              |
| 12 de julio de 2024      | Gijón                         | Parque de los hermanos Castro               |
| 13 de julio de 2024      | La Coruña                     | Puerto de La Coruña                         |
| 20 de julio de 2024      | Santander                     | Campa Magdalena                             |
| 26 de julio de 2024      | Almería                       | Recinto ferial                              |
| 27 de julio de 2024      | Málaga                        | Cortijo de Torres                           |
| 10 de agosto de 2024     | San Felíu de Guixols (Gerona) | Porta Ferrada                               |
| 16 de agosto de 2024     | San Fernando (Cádiz)          | Bahía Sound                                 |
| 17 de agosto de 2024     | Almendralejo (Badajoz)        | Estadio Francisco de la Hera                |
| 24 de agosto de 2024     | Albacete                      | Plaza de toros                              |
| 31 de agosto de 2024     | Cuenca                        | Estadio La Fuensanta                        |
| 7 de septiembre de 2024  | Toledo                        | Plaza de toros                              |
| 13 de septiembre de 2024 | Alcalá de Henares (Madrid)    | Huerta del Obispo                           |
| 14 de septiembre de 2024 | Logroño                       | Plaza de toros                              |
| 20 de septiembre de 2024 | Granada                       | Cortijo del Conde                           |
| 21 de septiembre de 2024 | Murcia                        | FICA Espacio Nueva Condomina                |
| 27 de septiembre de 2024 | Vitoria                       | Buesa Arena                                 |
| 28 de septiembre de 2024 | Salamanca                     | Enjoy! Multiusos                            |
| 5 de octubre de 2024     | Barcelona                     | Parc del Forum                              |
| 12 de octubre de 2024    | Mallorca                      | Trui Son Fusteret                           |
| 19 de octubre de 2024    | Bilbao                        | Bilbao Arena Miribilla                      |
| 25 de octubre de 2024    | Valencia                      | Auditorio Marina Norte Auditorio Marina Sur |
| 1 de noviembre de 2024   | Las Palmas de Gran Canaria    | Plaza de la Música                          |
| 2 de noviembre de 2024   | Santa Cruz de Tenerife        | Parking del Palmetum                        |
| 9 de noviembre de 2024   | Vigo                          | IFEVI                                       |
| 15 de noviembre de 2024  | Madrid                        | Wizink Center                               |
| 16 de noviembre de 2024  | Madrid                        | Wizink Center                               |